# Zračna luka Rivera
Zračna luka Rivera ili Zračna luka Predsjednika Oscara Gestida (špa. Aeropuerto Internacional Presidente Oscar Gestido) urugvajska je zračna luka koja služi grad Riveru na sjeveroistoku Urugvaja, nedaleko od granice s Brazilom.
S radom je započela 16. lipnja 1979. i od tada se usavršila za preusmjeravanje putničkog i poštanskog prijevoza.
Nalazi se u državnom vlasništvu, kao i većina međunarodnih zračnih luka u Urugvaju.
Jedan od glavnih korisnika zračne luke sve do novčanog sloma i gašenja 2015. godine, bila je zrakoplovna tvrtka BQB Líneas Aéreas.
Ima jednu asfaltnu uzletno-letnu stazu koja zadovoljava potrebe zračne luke.

## Vanjske poveznice
- Trenutno stanje vremena na području zračne luke  Arhivirana inačica izvorne stranice od 19. ožujka 2016. (Wayback Machine) (engl.)
- Pismohrana fotografija Zračne luke Rivera na airliners.net (engl.)